# Liste des aéroports au Canada (EG)
Il s'agit d'une liste alphabétique des aéroports et des aérodromes héliport au Canada. Ils sont énumérés dans le format: 
1. Nom de l'aéroport comme indiqué dans l'un des Supplément de vol-Canada (CSA) ou par l'autorité aéroportuaire, éventuellement suivi par d'autres nom,
2. Code OACI (Organisation de l'aviation civile internationale)
3. Code Transports Canada Lieu identifiant (LID TC) : le « TC LID » est le « lieu d'identification » donné par Transports Canada, représentant le nom et le lieu d'un aéroport. C'est une aide de direction pour aider la circulation aérienne, les télécommunications et les programmes d'ordinateur.
4. Code IATA (Association internationale du transport aérien)
5. Communauté et province.

Les aéroports qui font partie du réseau national des aéroports sont en caractères gras. 
Vu sa longueur, la liste a été découpée, voir aussi : 
A - B • 
C - D •
E - G •
H - K •
L - M •
N - Q •
R - S •
T - Z

## E
| Nom de l'aéroport                                                 | OACI | TC LID | IATA | Communauté et la province                     |
| ----------------------------------------------------------------- | ---- | ------ | ---- | --------------------------------------------- |
| Aérodrome Eaglesham (South)                                       |      | CGL4   |      | Eaglesham, Alberta                            |
| Hydroaérodrome Ear Falls                                          |      | CJE8   |      | Ear Falls, Ontario                            |
| Aéroport Earlton (Timiskaming Regional)                           | CYXR |        | YXR  | Earlton, Ontario                              |
| Village aéronautique East Gore Eco                                |      | CCY4   |      | East Gore, Nouvelle-Écosse                    |
| Aéroport Easterville                                              |      | CKM6   |      | Easterville, Manitoba                         |
| Aérodrome East Linton (Kerr Field)                                |      | CEL3   |      | East Linton, Ontario                          |
| Aéroport Eastmain River                                           | CZEM |        | ZEM  | Eastmain, Québec                              |
| Aéroport municipal d'Eatonia (Elvie Smith)                        |      | CJG2   |      | Eatonia, Saskatchewan                         |
| Aéroport Echo Valley                                              |      | CBJ4   |      | Echo Valley, Colombie-Britannique             |
| Aéroport Edam                                                     |      | CJU7   |      | Edam, Saskatchewan                            |
| Aéroport Eddontenajon/Iskut Village                               |      | CBU2   |      | Iskut, Colombie-Britannique                   |
| Aéroport Edenvale                                                 |      | CNV8   |      | Edenvale, Ontario                             |
| Aérodrome Edmonton/Calmar (Maplelane Farm)                        |      | CMF2   |      | Calmar, Alberta                               |
| Aéroport international d'Edmonton                                 | CYEG |        | YEG  | Nisku, Alberta                                |
| Héliport Edmonton (Royal Alexandra Hospital)                      |      | CFH7   |      | Edmonton, Alberta                             |
| Aéroport Edmonton/Cooking Lake                                    |      | CEZ3   |      | South Cooking Lake, Alberta                   |
| Hydroaérodrome Edmonton/Cooking Lake                              |      | CEE7   |      | South Cooking Lake, Alberta                   |
| Héliport Edmonton/Eastport                                        |      | CEP8   |      | Sherwood Park, Alberta                        |
| Aéroport Edmonton/Gartner                                         |      | CFQ7   |      | Edmonton Capital Region, Alberta              |
| Edmonton/Grey Nuns Community Hospital                             |      | CES8   |      | Edmonton, Alberta                             |
| Aérodrome Edmonton/Josephburg                                     |      | CFB6   |      | Josephburg, Alberta                           |
| Héliport Edmonton/Kelsonae                                        |      | CSG6   |      | Edmonton, Alberta                             |
| Aérodrome Edmonton/Lechelt Field                                  |      | CGF2   |      | Edmonton Capital Region, Alberta              |
| Héliport Edmonton/Leduc                                           |      | CLD2   |      | Leduc, Alberta                                |
| Edmonton/Misericordia (Community Hospital)                        |      | CMC2   |      | Edmonton, Alberta                             |
| Aérodrome Edmonton/Morinville (Currie Field)                      |      | CCF6   |      | Edmonton, Alberta                             |
| Aérodrome Edmonton/Morinville (Mike's Field)                      |      | CMN6   |      | Edmonton, Alberta                             |
| Héliport Edmonton/Namao (CFB Edmonton)                            | CYED |        | YED  | Edmonton, Alberta                             |
| Héliport Edmonton/St. Albert                                      |      | CES3   |      | St. Albert, Alberta                           |
| Héliport Edmonton/Sturgeon Community Hospital                     |      | CSA3   |      | Edmonton, Alberta                             |
| Village aéronautique Edmonton/Twin Island                         |      | CEE6   |      | Half Moon Lake, Alberta                       |
| Héliport Edmonton/Univ of Alberta (Stollery Children's Hosp MAHI) |      | CEW7   |      | Edmonton, Alberta                             |
| Aérodrome Edmonton/Villeneuve (Rose Field)                        |      | CRF3   |      | Villeneuve, Alberta                           |
| Aéroport Edmonton/Villeneuve (Aéroport Villeneuve)                | CZVL |        | ZVL  | Villeneuve, Alberta                           |
| Héliport Edmundston (Regional Hospital)                           |      | CCY5   |      | Edmundston, Nouveau-Brunswick                 |
| Aéroport Edmundston                                               | CYES |        |      | Edmundston, Nouveau-Brunswick                 |
| Aéroport Edra                                                     |      | CEV2   |      | Edra, Alberta                                 |
| Aéroport Edson                                                    | CYET |        | YET  | Edson, Alberta                                |
| Aéroport Ekati                                                    | CYOA |        | YOA  | Ekati Diamond Mine, Territoires du Nord-Ouest |
| Aérodrome Éléonore                                                |      | CEL8   |      | Opinaca Reservoir, Québec                     |
| Aéroport Elk Island                                               |      | CKZ3   |      | Elk Island, Manitoba                          |
| Aéroport Elk Lake                                                 |      | CPE3   |      | Elk Lake, Ontario                             |
| Hydroaérodrome Elk Lake                                           |      | CNV5   |      | Elk Lake, Ontario                             |
| Aéroport Elk Point                                                |      | CEJ6   |      | Elk Point, Alberta                            |
| Héliport Elk Point (Healthcare Centre)                            |      | CEP7   |      | Elk Point, Alberta                            |
| Aéroport Elkin Creek Guest Ranch                                  |      | CBL9   |      | Elkin Creek Guest Ranch, Colombie-Britannique |
| Aéroport Elko                                                     |      | CBE2   |      | Elko, Colombie-Britannique                    |
| Aéroport municipal d'Elliot Lake                                  | CYEL |        | YEL  | Elliot Lake, Ontario                          |
| Aéroport Elmira (East)                                            |      | CPG4   |      | Elmira, Ontario                               |
| Aéroport Elmira                                                   |      | CNT6   |      | Elmira, Ontario                               |
| Aéroport Empress                                                  | CYEA |        |      | Empress, Alberta                              |
| Aérodrome Empress/McNeill Spectra Energy                          |      | CFL2   |      | Empress, Alberta                              |
| Aéroport Emsdale                                                  |      | CNA4   |      | Emsdale, Ontario                              |
| Aérodrome Englehart (Dave's Field)                                |      | CDF3   |      | Englehart, Ontario                            |
| Héliport Englehart (District Hospital)                            |      | CNS3   |      | Englehart, Ontario                            |
| Aéroport municipal d'Erickson                                     |      | CKQ6   |      | Erickson Muni, Manitoba                       |
| Aéroport Esse                                                     |      | CNE9   |      | Essex, Ontario                                |
| Piste d'atterrissage Essex/Billing                                |      | CEB8   |      | Essex, Ontario                                |
| Aéroport Esterhazy                                                |      | CJK4   |      | Esterhazy, Saskatchewan                       |
| Aéroport Estevan (South)                                          |      | CKK4   |      | Estevan, Saskatchewan                         |
| Aérodrome Estevan Regional                                        | CYEN |        | YEN  | Estevan, Saskatchewan                         |
| Aérodrome Estevan (Blue Sky)                                      |      | CBS2   |      | Estevan, Saskatchewan                         |
| Aéroport Eston                                                    |      | CJR4   |      | Eston, Saskatchewan                           |
| Aéroport Ethel                                                    |      | CPD2   |      | Ethel, Ontario                                |
| Aérodrome Eureka                                                  | CYEU |        | YEU  | Eureka, Nunavut                               |
| Aéroport Exploits Valley (Botwood)                                |      | CCP2   |      | Botwood, Terre-Neuve-et-Labrador              |

## F
| Nom de l'aéroport                                    | OACI | TC LID | IATA | Communauté et la province                  |
| ---------------------------------------------------- | ---- | ------ | ---- | ------------------------------------------ |
| Aéroport Fairmont Hot Springs                        | CYCZ |        | YCZ  | Fairmont Hot Springs, Colombie-Britannique |
| Aéroport Fairview                                    |      | CEB5   |      | Fairview, Alberta                          |
| Hydroaérodrome Fall River                            |      | CFR3   |      | Fall River, Nouvelle-Écosse                |
| Aéroport Farnham                                     |      | CSN7   |      | Farnham, Québec                            |
| Aéroport Faro (Yukon)                                | CZFA |        | ZFA  | Faro, Yukon                                |
| Hydroaérodrome Fenelon Falls/Sturgeon Lake           |      | CFG8   |      | Sturgeon Lake, Ontario                     |
| Héliport Fergus (Groves Memorial Community Hospital) |      | CPB2   |      | Fergus, Ontario                            |
| Aérodrome Fergus (Holyoake Airfield)                 |      | CPY9   |      | Fergus, Ontario                            |
| Aéroport Fergus (Juergensen Field)                   |      | CPG7   |      | Fergus, Ontario                            |
| Aérodrome Fergus (Royland Field)                     |      | CPR9   |      | Fergus, Ontario                            |
| Aérodrome Fergus (Vodarek Field)                     |      | CVF2   |      | Fergus, Ontario                            |
| Héliport Fermont                                     |      | CSD5   |      | Fermont, Québec                            |
| Héliport Fernie (Elk Valley Hospital)                |      | CBP3   |      | Fernie, Colombie-Britannique               |
| Aéroport Fillmore                                    |      | CKN5   |      | Fillmore, Saskatchewan                     |
| Village aéronautique Finlay                          |      | CDH3   |      | Finlay, Nouvelle-Écosse                    |
| Aéroport Finlayson Lake                              |      | CFT3   |      | Eagle Plains, Yukon                        |
| Aéroport Fisher Branch                               |      | CKX4   |      | Fisher Branch, Manitoba                    |
| Hydroaérodrome Five Mile Lake                        |      | CNY5   |      | Five Mile Lake, Ontario                    |
| Aéroport Flin Flon                                   | CYFO |        | YFO  | Flin Flon, Manitoba                        |
| Hydroaérodrome Flin Flon/Bakers Narrows              |      | CFF8   |      | Bakers Narrows, Manitoba                   |
| Hydroaérodrome Flin Flon/Channing                    |      | CJK8   |      | Flin Flon, Manitoba                        |
| Aéroport Florenceville                               |      | CCR3   |      | Florenceville, Nouveau-Brunswick           |
| Aérodrome Fogo                                       |      | CDY3   |      | Fogo, Terre-Neuve-et-Labrador              |
| Aéroport Fond-du-Lac                                 | CZFD |        | ZFD  | Fond-du-Lac, Saskatchewan                  |
| Aéroport Fontages                                    |      | CTU2   |      | Fontanges, Québec                          |
| Aéroport Fontas                                      |      | CFK3   |      | Fontas, Alberta                            |
| Aéroport Ford Bay                                    |      | CBC2   |      | Trophy Lodge, Territoires du Nord-Ouest    |
| Hydroaérodrome Ford Bay                              |      | CEL7   |      | Trophy Lodge, Territoires du Nord-Ouest    |
| Aéroport Fordwich                                    |      | CPH9   |      | Fordwich, Ontario                          |
| Aéroport Foremost                                    |      | CFD4   |      | Foremost, Alberta                          |
| Aéroport Forestburg                                  |      | CEF6   |      | Forestburg, Alberta                        |
| Aéroport Forestville                                 | CYFE |        | YFE  | Forestville, Québec                        |
| Aéroport Fort Albany                                 | CYFA |        | YFA  | Fort Albany, Ontario                       |
| Aéroport Fort Chipewyan                              | CYPY |        | YPY  | Fort Chipewyan, Alberta                    |
| Héliport Fort Erie (Eurocopter Canada)               |      | CPG3   |      | Fort Erie, Ontario                         |
| Aéroport Fort Erie                                   |      | CNJ3   |      | Fort Erie, Ontario                         |
| Aéroport municipal de Fort Frances                   | CYAG |        | YAG  | Fort Frances, Ontario                      |
| Hydroaérodrome de Fort Frances                       |      | CJM8   |      | Fort Frances, Ontario                      |
| Aéroport de Fort Good Hope                           | CYGH |        | YGH  | Fort Good Hope, Territoires du Nord-Ouest  |
| Aéroport de Fort Graham                              |      | CBW3   |      | Fort Graham, Colombie-Britannique          |
| Aéroport de Fort Hope                                | CYFH |        | YFH  | Fort Hope, Ontario                         |
| Aéroport de Fort Langley                             |      | CBQ2   |      | Fort Langley, Colombie-Britannique         |
| Hydroaérodrome de Fort Langley                       |      | CAS4   |      | Fort Langley, Colombie-Britannique         |
| Aéroport de Fort Liard                               | CYJF |        | YJF  | Fort Liard, Territoires du Nord-Ouest      |
| Aérodrome de Fort MacKay/Albian                      |      | CAL4   |      | Fort MacKay, Alberta                       |
| Aérodrome de Fort MacKay/Firebag                     |      | CFG6   |      | Fort MacKay, Alberta                       |
| Aéroport de Fort MacKay/Horizon                      | CYNR |        |      | Fort MacKay, Alberta                       |
| Aéroport de Fort Macleod (Alcock Farm)               |      | CFM8   |      | Fort Macleod, Alberta                      |
| Héliport de Fort Macleod (Hospital)                  |      | CFM9   |      | Fort Macleod, Alberta                      |
| Aéroport Fort Macleod                                |      | CEY3   |      | Fort Macleod, Alberta                      |
| Fort McMurray                                        | CYMM |        | YMM  | Fort McMurray, Alberta                     |
| Hydroaérodrome Fort McMurray                         |      | CES7   |      | Fort McMurray, Alberta                     |
| Aéroport Fort McMurray/Mildred Lake                  |      | CER4   |      | Fort McMurray, Alberta                     |
| Aérodrome Fort McMurray (Legend)                     |      | CLG7   |      | Fort McMurray, Alberta                     |
| Aérodrome Fort McMurray (North Liege)                |      | CNL2   |      | Fort McMurray, Alberta                     |
| Aérodrome Fort McMurray (South Liege)                |      | CLS3   |      | Fort McMurray, Alberta                     |
| Aéroport Fort McPherson                              | CZFM |        | ZFM  | Fort McPherson, Territoires du Nord-Ouest  |
| Héliport Fort Nelson (Guardian)                      |      | CFN8   |      | Fort Nelson, Colombie-Britannique          |
| Hydroaérodrome Fort Nelson (Parker Lake)             |      | CER9   |      | Fort Nelson, Colombie-Britannique          |
| Aéroport Fort Nelson                                 | CYYE |        | YYE  | Fort Nelson, Colombie-Britannique          |
| Aéroport Fort Nelson/Gordon Field                    |      | CBL3   |      | Fort Nelson, Colombie-Britannique          |
| Aéroport Fort Providence                             | CYJP |        |      | Fort Providence, Territoires du Nord-Ouest |
| Hydroaérodrome Fort Reliance                         |      | CJN8   |      | Fort Reliance, Territoires du Nord-Ouest   |
| Aéroport Fort Resolution                             | CYFR |        | YFR  | Fort Resolution, Territoires du Nord-Ouest |
| Héliport Fort Saskatchewan (General Hospital)        |      | CSV4   |      | Fort Saskatchewan, Alberta                 |
| Aérodrome Fort Selkirk                               |      | CFS3   |      | Fort Selkirk, Yukon                        |
| Aéroport Fort Severn                                 | CYER |        | YER  | Fort Severn, Ontario                       |
| Aéroport Fort Simpson                                | CYFS |        | YFS  | Fort Simpson, Territoires du Nord-Ouest    |
| Aéroport Fort Simpson Island                         |      | CET4   |      | Fort Simpson, Territoires du Nord-Ouest    |
| Hydroaérodrome Fort Simpson Island                   |      | CEZ7   |      | Fort Simpson, Territoires du Nord-Ouest    |
| Héliport Fort Simpson/(Great Slave No. 1)            |      | CFS2   |      | Fort Simpson, Territoires du Nord-Ouest    |
| Héliport Fort Simpson (Great Slave No. 2)            |      | CFD8   |      | Fort Simpson, Territoires du Nord-Ouest    |
| Héliport Fort Smith (District)                       |      | CEC5   |      | Fort Smith, Territoires du Nord-Ouest      |
| Aéroport Fort Smith                                  | CYSM |        | YSM  | Fort Smith, Territoires du Nord-Ouest      |
| Aéroport Fort St. James (Perison)                    | CYJM |        | YJM  | Fort St. James, Colombie-Britannique       |
| Hydroaérodrome Fort St. James/Stuart River           |      | CAZ6   |      | Fort St. James, Colombie-Britannique       |
| Hydroaérodrome Fort St. John (Charlie Lake)          |      | CEY7   |      | Fort St. John, Colombie-Britannique        |
| Aéroport de Fort St. John (Aéroport North Peace)     | CYXJ |        | YXJ  | Fort St. John, Colombie-Britannique        |
| Aéroport Fort Vermilion                              |      | CEZ4   |      | Fort Vermilion, Alberta                    |
| Héliport Fort Vermilion/Country Gardens B&B          |      | CKV9   |      | Fort Vermilion, Alberta                    |
| Aéroport Fort Ware                                   |      | CAJ9   |      | Fort Ware, Colombie-Britannique            |
| Hydroaérodrome Fort Ware                             |      | CAW6   |      | Fort Ware, Colombie-Britannique            |
| Aéroport Fox Creek                                   |      | CED4   |      | Fox Creek, Alberta                         |
| Aéroport Fox Harbour                                 |      | CFH4   | YFX  | Fox Harbour, Nouvelle-Écosse               |
| Aéroport Fox Lake                                    |      | CEC3   |      | Fox Creek, Alberta                         |
| Héliport Frank Channel (Forestry)                    |      | CFB2   |      | Frank Channel, Territoires du Nord-Ouest   |
| Aéroport Fraser Lake                                 |      | CBZ9   |      | Fraser Lake, Colombie-Britannique          |
| Hydroaérodrome Fraser Lake                           |      | CBJ8   |      | Fraser Lake, Colombie-Britannique          |
| Héliport Fredericton (RCMP)                          |      | CRC2   |      | Fredericton, Nouveau-Brunswick             |
| Aéroport international de Frédéricton                | CYFC |        | YFC  | Fredericton, Nouveau-Brunswick             |
| Aéroport Frontier                                    |      | CJM5   |      | Frontier, Saskatchewan                     |

## G
| Nom de l'aéroport                                                                        | OACI | TC LID | IATA | Communauté et la province                                 |
| ---------------------------------------------------------------------------------------- | ---- | ------ | ---- | --------------------------------------------------------- |
| Héliport Gagetown                                                                        | CYCX |        | YCX  | Oromocto (CFB Gagetown), Nouveau-Brunswick                |
| Aérodrome Gahcho Kue                                                                     |      | CGK2   |      | Kennady Lake, Territoires du Nord-Ouest                   |
| Héliport Galore Creek                                                                    |      | CGC2   |      | Galore Creek, Colombie-Britannique                        |
| Aéroport Gamètì/Rae Lakes                                                                | CYRA |        | YRA  | Gameti, Territoires du Nord-Ouest                         |
| Aéroport Gananoque                                                                       |      | CNN8   |      | Gananoque, Ontario                                        |
| Hydroaérodrome Gananoque                                                                 |      | CGN1   |      | Gananoque, Ontario                                        |
| Héliport Gander (James Paton Memorial Regional Health Centre)                            |      | CGH2   |      | Gander, Terre-Neuve-et-Labrador                           |
| Aéroport international de Gander                                                         | CYQX |        | YQX  | Gander, Terre-Neuve-et-Labrador                           |
| Aéroport Gang Ranch                                                                      |      | CAY2   |      | Gang Ranch, Colombie-Britannique                          |
| Héliport Ganges (Hospital)                                                               |      | CAL7   |      | Ganges, Colombie-Britannique                              |
| Hydroaérodrome Ganges                                                                    |      | CAX6   | YGG  | Ganges, Colombie-Britannique                              |
| Aéroport Garden River                                                                    |      | CFU4   |      | Garden River, Alberta                                     |
| Aéroport Gaspé (Michel-Pouliot)                                                          | CYGP |        | YGP  | Gaspé, Québec                                             |
| Aéroport Gatineau-Ottawa Executive (Ottawa/Gatineau Aéroport)                            | CYND |        | YND  | Gatineau, Québec                                          |
| Héliport Georgetown Hospital                                                             |      | CNZ6   |      | Georgetown, Ontario                                       |
| Aérodrome George Lake                                                                    | CGR3 |        |      | George Lake, Nunavut                                      |
| Héliport Geraldton (District Hospital)                                                   |      | CPJ4   |      | Geraldton, Ontario                                        |
| Aéroport Geraldton (Greenstone Regional)                                                 | CYGQ |        | YGQ  | Geraldton, Ontario                                        |
| Hydroaérodrome Geraldton/Hutchison Lake                                                  |      | CNE6   |      | Geraldton, Ontario                                        |
| Hydroaérodrome Gilford Island/Echo Bay                                                   |      | CAA7   |      | Gilford Island, Colombie-Britannique                      |
| Hydroaérodrome Gilford Island/Health Bay                                                 |      | CAD7   |      | Gilford Island, Colombie-Britannique                      |
| Aéroport Gillam                                                                          | CYGX |        | YGX  | Gillam, Manitoba                                          |
| Hydroaérodrome Gillam                                                                    |      | CJP8   |      | Gillam, Manitoba                                          |
| Aéroport Gimli Industrial Park                                                           | CYGM |        | YGM  | Gimli, Manitoba                                           |
| Aéroport Gjoa Haven                                                                      | CYHK |        | YHK  | Gjoa Haven, Nunavut                                       |
| Aérodrome Gladstone                                                                      |      | CJR5   |      | Gladstone, Manitoba                                       |
| Aéroport Glaslyn                                                                         |      | CJE5   |      | Glaslyn, Saskatchewan                                     |
| Aéroport Glenboro                                                                        |      | CJJ2   |      | Glenboro, Manitoba                                        |
| Aéroport Glendon                                                                         |      | CFP5   |      | Glendon, Alberta                                          |
| Aéroport Goderich (Goderich Municipal Aéroport)                                          | CYGD |        | YGD  | Goderich, Ontario                                         |
| Aéroport Gods Lake                                                                       |      | CJB6   |      | Gods Lake, Manitoba                                       |
| Aéroport Gods Lake Narrows                                                               | CYGO |        | YGO  | Gods Lake Narrows, Manitoba                               |
| Hydroaérodrome Gods Lake Narrows                                                         |      | CJS8   |      | Gods Lake Narrows, Manitoba                               |
| Aéroport Gods River                                                                      | CZGI |        | ZGI  | Gods River, Manitoba                                      |
| Hydroaérodrome Gold River                                                                |      | CAU6   |      | Gold River, Colombie-Britannique                          |
| Héliport Gold River (E & B Helicopters)                                                  |      | CGR2   |      | Gold River, Colombie-Britannique                          |
| Héliport Golden (Canadian Helicopters)                                                   |      | CGN2   |      | Golden, Colombie-Britannique                              |
| Héliport Golden (Golden & District General Hospital)                                     |      | CBT5   |      | Golden, Colombie-Britannique                              |
| Aéroport Golden                                                                          | CYGE |        | YGE  | Golden, Colombie-Britannique                              |
| Hydroaérodrome Gooderham/Pencil Lake                                                     |      | CNN7   |      | Gooderham, Ontario                                        |
| Aéroport Goodsoil                                                                        |      | CKF4   |      | Goodsoil, Saskatchewan                                    |
| Hydroaérodrome Goose (Otter Creek)                                                       |      | CCB5   |      | Happy Valley-Goose Bay, Terre-Neuve-et-Labrador           |
| Goose Bay (CFB Goose Bay)                                                                | CYYR |        | YYR  | Happy Valley-Goose Bay, Terre-Neuve-et-Labrador           |
| Aérodrome Goose Lake                                                                     | CGS2 |        |      | Goose Lake, Nunavut                                       |
| Aéroport Gordon Lake                                                                     |      | CFW2   |      | Gordon Lake, Alberta                                      |
| Aéroport Gore Bay-Manitoulin                                                             | CYZE |        | YZE  | Gore Bay, Ontario                                         |
| Hydroaérodrome Gowganda/Gowganda Lake                                                    |      | CPL6   |      | Gowganda, Ontario                                         |
| Héliport Granby/Artopex Plus                                                             |      | CTR4   |      | Granby, Québec                                            |
| Aéroport Grand Bend                                                                      |      | CPL4   |      | Grand Bend, Ontario                                       |
| Aéroport Grand Falls                                                                     |      | CCK3   |      | Grand Falls, Nouveau-Brunswick                            |
| Héliport Grand Falls-Windsor                                                             |      | CFW8   |      | Grand Falls-Windsor, Terre-Neuve-et-Labrador              |
| Aéroport Grand Forks                                                                     | CZGF |        | ZGF  | Grand Forks, Colombie-Britannique                         |
| Aéroport Grand Manan                                                                     |      | CCN2   |      | Grand Manan, Nouveau-Brunswick                            |
| Aéroport Grand Rapids                                                                    |      | CJV8   |      | Grand Rapids, Manitoba                                    |
| Aérodrome Grand Valley (Black Field)                                                     |      | CGV5   |      | East Luther-Grand Valley, Ontario                         |
| Aérodrome Grand Valley/Luther Field                                                      |      | CGV2   |      | East Luther-Grand Valley, Ontario                         |
| Aérodrome Grand Valley (Martin Field)                                                    |      | CGV6   |      | Grand Valley, Ontario                                     |
| Aéroport Grande                                                                          |      | CFA5   |      | Grande, Alberta                                           |
| Aéroport Grande Cache                                                                    |      | CEQ5   |      | Grande Cache, Alberta                                     |
| Héliport Grande Prairie (Forestry)                                                       |      | CEZ9   |      | Grande Prairie, Alberta                                   |
| Héliport Grande Prairie (Queen Elizabeth II Hospital)                                    |      | CGP2   |      | Grande Prairie, Alberta                                   |
| Aéroport Grande Prairie                                                                  | CYQU |        | YQU  | Grande Prairie, Alberta                                   |
| Aéroport Grandes-Bergeronnes                                                             |      | CTH3   |      | Grandes-Bergeronnes, Québec                               |
| Hydroaérodrome Granitehill Lake                                                          |      | CND6   |      | Hornepayne, Ontario                                       |
| Aéroport Gravelbourg                                                                     |      | CJM4   |      | Gravelbourg, Saskatchewan                                 |
| Aéroport Great Bear Lake                                                                 |      | CFF4   | DAS  | Plummers Great Bear Lake Lodge, Territoires du Nord-Ouest |
| Hydroaérodrome Great Bear Lake                                                           |      | CES9   |      | Plummers Great Bear Lake Lodge, Territoires du Nord-Ouest |
| Aéroport international du Grand Moncton (Moncton/Greater Moncton International Aéroport) | CYQM |        | YQM  | Moncton, Nouveau-Brunswick                                |
| Aéroport Greater Sudbury (Sudbury Aéroport)                                              | CYSB |        | YSB  | Greater Sudbury, Ontario                                  |
| Aéroport Green Lake                                                                      |      | CBG2   |      | Green Lake, Colombie-Britannique                          |
| Hydroaérodrome Green Lake                                                                |      | CBY6   |      | Green Lake, Colombie-Britannique                          |
| Aéroport Greenbank                                                                       |      | CNP8   |      | Greenbank, Ontario                                        |
| Greenwood (CFB Greenwood)                                                                | CYZX |        | YZX  | Greenwood, Nouvelle-Écosse                                |
| Aéroport Grenfell                                                                        |      | CKU6   |      | Grenfell, Saskatchewan                                    |
| Héliport Grey Nuns Community Hospital                                                    |      | CES8   |      | Edmonton, Alberta                                         |
| Village aéronautique Grimsby                                                             |      | CNZ8   |      | Grimsby, Ontario                                          |
| Aéroport Grimshaw                                                                        |      | CFD5   |      | Grimshaw, Alberta                                         |
| Aéroport Grise Fiord                                                                     | CYGZ |        | YGZ  | Grise Fiord, Nunavut                                      |
| Aéroport Guelph                                                                          |      | CNC4   |      | Guelph, Ontario                                           |
| Aéroport Gull Lake                                                                       |      | CJK5   |      | Gull Lake, Saskatchewan                                   |
| Héliport Gun Lake                                                                        |      | CGL5   |      | Gun Lakes, Colombie-Britannique                           |
| Aéroport Gunisao Lake                                                                    |      | CJK2   |      | Gunisao Lake, Manitoba                                    |
| Hydroaérodrome Gunisao Lake                                                              |      | CJW8   |      | Gunisao Lake, Manitoba                                    |